# Noise Records
A Noise Records egy német független lemezkiadó cég.

## Története
1983-ban Berlinben alapította Karl-Ulrich Walterbach, aki korábban az AGR lemezkiadó tulajdonosaként német anyanyelvű punkzenekarok anyagait jelentette meg. A Noise Records ezzel szemben metalegyüttesekkel foglalkozott és az európai metalszíntér egyik legfontosabb lemezcégévé vált az 1980-as években.
A Noise adta ki többek között a Celtic Frost, a Running Wild, a Kreator, a Voivod, a Grave Digger, a Rage, a Tankard, a Coroner, a Skyclad, a Stratovarius, a Gamma Ray, a Kamelot, a Tura Satana lemezeit. A kiadó legsikeresebb zenekara a Keeper of the Seven Keys albumokkal milliós lemezeladásokat produkáló német Helloween volt.
A sikerek nyomán a Noise megnyitotta angliai majd amerikai irodáját is, de ezek nem tudtak olyan hatékonyak lenni, mint a berlini központ, és pár év után bezárásra kerültek. 2001-ben Walterbach a zeneipar drasztikus változásainak jeleit látva eladta a Noise Records egészét az Iron Maiden menedzsmentje által létrehozott Sanctuary Records Group-nak.
A Sanctuary 2007-ben csődöt jelentett és vele együtt a Noise Records is megszűnt létezni. A felszámolás során a kiadót a Universal Music Group vásárolta fel. 2013-ban a Sanctuary kiadói hagyatéka a BMG Rights Management céghez került, amely 2016 áprilisában bejelentette a Noise Records felélesztését és klasszikus kiadványainak újbóli megjelentetését.
A lemezkiadó történetét David E. Gehlke zenei szakíró írta meg a 2017-ben megjelent Damn the Machine – The Story of Noise Records című könyvében.

## Fordítás
Ez a szócikk részben vagy egészben  a   Noise Records című angol Wikipédia-szócikk fordításán alapul.  Az eredeti cikk szerkesztőit annak laptörténete sorolja fel. Ez a jelzés csupán a megfogalmazás eredetét és a szerzői jogokat jelzi, nem szolgál a cikkben szereplő információk forrásmegjelöléseként.